# Barbazan-Dessus
Barbazan-Dessus é uma comuna francesa na região administrativa de Occitânia, no departamento dos Altos Pirenéus. Estende-se por uma área de 4,24 km², Em 2010 a comuna tinha 173 habitantes (densidade: 40,8 hab./km²)..